# Railroad Development Corporation
Die Railroad Development Corporation (RDC) ist ein US-amerikanisches Unternehmen zum Betrieb von Eisenbahnen weltweit. Sitz des Unternehmens ist Pittsburgh. Zu den Geschäftsfeldern gehört auch die Unterstützung bei der Privatisierung staatlicher Bahngesellschaften, indem das Unternehmen als Investor auftritt und später den Betrieb sicherstellt.

## Geschichte
Die Gesellschaft entstand 1987, um die angeschlagene Pittsburgh and Lake Erie Railroad zu retten. Zu diesem Zweck übernahm sie diese Gesellschaft 1990. Der Rettungsversuch wurde jedoch vom Management der P&LE zunichtegemacht und die RDC stand als Eisenbahngesellschaft ohne Eisenbahn da. 1991 suchten Versender in Iowa einen neuen Betreiber für die Iowa Interstate Railroad. Die RDC stieg ein und hat mittlerweile ihren anfänglichen 20-%-Anteil auf 100 % aufgestockt.
Als in den 1990er Jahren viele Staaten in Zentral- und Mittelamerika begannen, ihre Eisenbahnen zu privatisieren, stieg die Gesellschaft in diesen Geschäftsbereich ein und betrieb 2006 acht Eisenbahnen in Amerika, Afrika und Europa. Im Jahr 2014 waren es noch fünf Unternehmen, die ein Streckennetz von über 2.100 Kilometer bedienten.

## Unternehmensleitung
Die Railroad Development Corporation wird seit ihrer Gründung durch Henry Posner III als Chairman und dem deutschstämmigen John F. Hensler als President geleitet.

## Beteiligungen
Die Railroad Development Corporation betreibt beziehungsweise betrieb folgende Eisenbahngesellschaften:

### Nord- und Südamerika

#### Kolumbien
Ferrocarril del Pacífico (FDP)
Nördlich von Cali wird von Palmira nach Buenaventura am Pazifik seit 2012 eine fast 200 Kilometer lange Schmalspurstrecke zusammen mit einer kolumbianisch-israelischen Investorengruppe betrieben. Langfristig ist eine Umstellung auf Normalspur und eine Ausweitung des Netzes um weitere 300 Kilometer geplant.

#### Peru
Ferrocarril Central Andino (FCCA)
Zusammen mit peruanischen Investoren gründete 1999 die RDC diese Bahngesellschaft, die die 591 km lange Eisenbahnstrecke in Peru, die Huancayo und Cerro de Pasco mit Lima und dem Pazifikhafen Callao verbindet. RDC hat einen Anteil von 17,5 % am Unternehmen.

#### USA
Iowa Interstate Railroad (IAIS)
Die Iowa Interstate Railroad ist eine regionale Eisenbahngesellschaft in Iowa in den Vereinigten Staaten. Sie betreibt eine rund 1000 km lange Strecke der vormaligen Rock Island zwischen Chicago und Omaha.
2006 erregte die Gesellschaft in den Vereinigten Staaten Aufsehen, als sie zwei chinesische Dampflokomotiven der Klasse QJ importierte. Die Loks werden seither vor Touristenzügen eingesetzt, wofür sie 2014 an die gemeinnützige Central States Steam Preservation Association übergeben wurden.

### Europa

#### Belgien
Eurorail
Im Dezember 2014 hat sich RDC an dem belgischen Logistikunternehmen Eurorail mit 25 Prozent beteiligt, um die seit 2012 bestehende Zusammenarbeit in dem Gemeinschaftsunternehmen RégioRail zu verstärken.

#### Deutschland
In Deutschland wurde 2009 das Tochterunternehmen RDC Deutschland GmbH (RDCD) gegründet, das seit 7. April 2015 eine 15-jährige Lizenz als Eisenbahnverkehrsunternehmen besitzt. Zum 1. April 2016 wurde die Unternehmensstruktur geändert. Die RDC Deutschland fungiert als Holdinggesellschaft der operativen Gesellschaften Hamburg-Köln Express GmbH, RDC Autozug Sylt GmbH und BTE BahnTouristikExpress GmbH.

##### Hamburg-Köln-Express GmbH (HKX)
Die Hamburg-Köln-Express GmbH wurde 2009 gemeinsam mit Locomore gegründet und betrieb seither als einer der wenigen Konkurrenten der DB Fernverkehr Schienenpersonenfernverkehr in der Relation Hamburg–Köln. RDCD ist an der Hamburg-Köln-Express GmbH mit 75 Prozent beteiligt und deckt deren bisherigen Jahresfehlbetrag. 2017 stellte der HKX den Betrieb ein.  RDC Deutschland übernahm danach sämtliche Geschäftsanteile. Von 2018 bis 2020 wurde das Angebot unter der Marke Flixtrain der Flixmobility GmbH fortgesetzt, im April 2020 endete die Zusammenarbeit aufgrund von finanziellen Auseinandersetzungen.
Im August 2023 wurde die Hamburg-Köln-Express GmbH auf die RDC Deutschland GmbH verschmolzen.

##### BahnTouristikExpress GmbH (BTE)
Seit 2016 ist RDCD über die BTE Beteiligungs GmbH an der Bahntouristikexpress GmbH (BTE) beteiligt. BTE betreibt seit Dezember 2016 den im Fernverkehr operierenden Autoreisezug Hamburg–Lörrach. Das ist damit das zweite Fernverkehrsengagement der RDCD in Deutschland nach dem HKX. Seit 2022 betreibt die BahnTouristikExpress GmbH den SJ EuroNight von Berlin nach Stockholm und zurück, 2023 wurde die Verbindung von Hamburg nach Berlin verlängert.

##### Norddeutsche Eisenbahngesellschaft Niebüll GmbH (neg)
Anfang Februar 2022 hat RDC rückwirkend zum 1. Januar 2022 die Mehrheit der Geschäftsanteile (74,9 %) an der bisher der luxemburgischen Staatsbahn Chemins de Fer Luxembourgeois (CFL) allein gehörenden Norddeutsche Eisenbahngesellschaft Niebüll GmbH (neg) übernommen. Damit ist RDC erstmals auch an einem Eisenbahninfrastrukturunternehmen beteiligt, das zwei von Niebüll ausgehende Strecken nach Dagebüll und bis zur Bundesgrenze Richtung Tønder betreibt. Wichtig ist auch die Übernahme der Werkstatt in Niebüll, das für RDC Autozug Sylt ein zentraler Fahrzeugeinsatzstandort ist.

##### RDC Autozug Sylt GmbH
RDC D beantragte 2014 Fahrplantrassen für den Rahmenvertrag für die Fahrplanjahre 2016 bis 2025 bei der DB Netz. Mit diesem wollte sie sich langfristig ab Dezember 2015 Zugangsmöglichkeiten für den bei der Deutschen Bahn als „Sylt-Shuttle“ vermarkteten, lukrativen Autoreisezugverkehr zwischen Niebüll und Westerland sichern.
Für den Zeitraum der Rahmenvertragsperiode wurden der RDCD Anfang 2015 sechs Fahrplantrassen in Richtung Sylt und fünf in Richtung Niebüll durch DB Netz zugesprochen. Weitere sieben Rahmenverträge erhielt RDCD im Herbst 2015 für den Zeitraum 2017–2020. Für den Netzfahrplan 2015/16 beantragte RDCD darüber hinaus weitere 28 Trassen.
Auch DB Fernverkehr beantragte für seine Autozüge auf dieser Verbindung Trassen, so dass es zu Konflikten zwischen diesen Anmeldungen in der Fahrplanung kam. Die DB konnte durch Anhängen von Triebwagen längere Gesamtfahrstrecken anbieten. Somit erhielt sie zunächst diese circa 70 Trassen, RDCD erhielt weitere fünf Trassen, sodass für den Betrieb des RDC Autozug Sylt insgesamt 16 Trassen zur Verfügung stehen. Die Züge der Deutschen Bahn bestehen dabei aus einem Autozugteil und einem Triebwagen der Baureihe 628, der über Niebüll hinaus teilweise bis Hamburg verkehren soll. Gegen diese Vergabeentscheidung legte RDCD Einspruch bei der Bundesnetzagentur ein. Kritisiert wird darüber hinaus, dass die Triebwagen häufig leer unterwegs sind und die ohnehin knappen Trassen nach Sylt blockieren. Hinzu kommt ein Dieselverbrauch dieser Fahrzeuge von geschätzten 1200 bis 1500 Litern Diesel täglich ohne erkennbaren Sinn für den Fahrgast.
Im Januar 2016 startete RDCD Probefahrten mit einem lokbespannten Zug (MaK DE 2700) und einstöckigen Autotransportwagen, die bis 2017 durch 150 neu gebaute Autoreisezugwagen ersetzt werden sollen. Zur Vorbereitung der Betriebsaufnahme wurde am 5. Februar 2016 die Tochtergesellschaft RDC Autozug Sylt GmbH gegründet. Der reguläre Betrieb wurde am 18. Oktober 2016 zunächst mit einem eingeschränkten Angebot aufgenommen.
Seit Dezember 2020 hat RDC Autozug Sylt GmbH unter der Marke Güterzug Schleswig-Holstein auch den Güterverkehr zwischen Niebüll und Westerland übernommen, der zurzeit mit drei wöchentlichen Zugpaaren abgewickelt wird. Daneben werden auch Leistungen im schweren Bauzugdienst erbracht.
Ab Dezember 2023 sollte RDC Autozug Sylt GmbH das Los Nord des schleswig-holsteinischen Akkunetzes übernehmen. Der vorläufige Zuschlag dazu wurde im Februar 2021 durch NAH.SH erteilt. Nach einer Beschwerde durch DB Regio beim Oberverwaltungsgericht Schleswig gegen die NAH.SH lehnte dieses die Vergabe aus formalen Gründen ab, sodass im Dezember 2021 das Los an die Nordbahn Eisenbahngesellschaft vergeben wurde.

##### Alpen-Sylt Nachtexpress
Ab dem 4. Juli 2020 verkehrte der Alpen-Sylt Nachtexpress als Liegewagenzug ohne Autobeförderung zwischen Westerland auf Sylt und Salzburg in Österreich über Hamburg, Frankfurt am Main, Nürnberg und München. Der Zug verkehrte mit zwei Zugpaaren am Wochenende bis zum 2. November 2020. Die Betriebsaufnahme durch RDCD erfolgte kurzfristig aufgrund frei gewordenen Wagenmaterials und Personals von Flixtrain. Die Entfernung zwischen Start- und Endbahnhof beträgt Luftlinie 854 km (Westerland – Salzburg) bzw. 818 km (Westerland – Basel) bei einer Fahrstrecke von jeweils ca. 1200 km.
Im Jahr 2021 verkehrten zwischen Mitte Juli und Anfang November bis zu vier wöchentliche Verbindungen pro Richtung mit den Kategorien Schlafwagen, Liegewagen und Sitzwagen. Durch eine Zugteilung in Gemünden wurde zusätzlich der südwestdeutsche Raum mit angebunden; Konstanz am Bodensee war der Endpunkt dieser Linie.
2022 begann der Zugteil von Süddeutschland statt in Konstanz in Lörrach bei Basel. Der Zug verkehrte einmal wöchentlich im Zeitraum vom 20. Mai bis 24. Juli. Der Saisonverkehr wurde in diesem Jahr u. a. aus wirtschaftlichen Gründen vorzeitig eingestellt. Im Jahr 2023 wird der Alpen-Sylt Nachtexpress nicht mehr angeboten.

##### Eisenbahninfrastruktur
Am 1. November 2024 übernahm RDC Deutschland zwei Eisenbahninfrastrukturunternehmen, die Farge-Vegesacker Eisenbahn und die Teutoburger Wald-Eisenbahn, von Captrain Deutschland.

#### Frankreich
RégioRail
RégioRail ist ein zusammen mit dem belgischen Logistikunternehmen Eurorail International 2012 gegründetes Eisenbahnverkehrsunternehmen im Güterverkehr, das ausgehend von Frankreich auf dem europäischen Markt expandieren soll.

## Ehemalige Beteiligungen

### Afrika

#### Malawi
Central East African Railways
Unter dem Namen Central East African Railways betrieb die RDC die früher staatlichen Eisenbahnen von Malawi Railways und Caminhos de Ferro de Moçambique Nord. Das Netz umfasst rund 1700 Kilometer (797 Kilometer in Malawi, 918 Kilometer in Mosambik). Die Beteiligung wurde zum 12. September 2008 an die Investorengruppe Insitec verkauft.

### Nord- und Südamerika

#### Argentinien
ALL Central
ALL Central war ein zusammen mit der América Latina Logística zwischen 1993 und 2013 betriebenes 5690 Kilometer großes Breitspur-Streckennetz in Argentinien zwischen Buenos Aires und Mendoza.
ALL Mesopotámica
ALL Mesopotámica war ein ebenfalls zusammen mit der América Latina Logística zwischen 1993 und 2013 betriebenes 2740 Kilometer großes Normalspurstreckennetz in Argentinien nördlich von Buenos Aires, im Gebiet zwischen den Flüssen Paraná und Uruguay.

#### Guatemala
Ferrovías Guatemala
Die RDC war Mitinhaber der Konzessionskonsortiums zum Betrieb der 322 Kilometer langen Schmalspurbahn, die Guatemala-Stadt mit dem Atlantik verbindet, sowie der bisher stillgelegten Strecken nach Mexiko und El Salvador. Der Betrieb auf der Strecke wurde zum 1. Oktober 2007 eingestellt, nachdem die Regierung die Konzessionsvereinbarung für schädlich ansah. Im Juli 2012 entschied ein guatemaltekisches Gericht, dass RDC eine Entschädigung zusteht, wenn im Gegenzug auf die Beteiligung verzichtet wird.

### Europa

#### Estland
Eesti Raudtee
Die RDC gehörte zum Konsortium, das die estnische Güterverkehrsgesellschaft seit der Privatisierung betrieb. Im Januar 2007 erfolgte der Verkauf der Beteiligung.